# Parhydraenida bubrunipes
Parhydraenida bubrunipes är en skalbaggsart som beskrevs av Perkins 1980. Parhydraenida bubrunipes ingår i släktet Parhydraenida och familjen vattenbrynsbaggar. Inga underarter finns listade i Catalogue of Life.